# Kafka (film)
Kafka – amerykańsko-francuski dramat filmowy z 1991 roku w reżyserii Stevena Soderbergha. Obraz swobodnie nawiązuje do biografii austriackiego pisarza Franza Kafki oraz do jego twórczości. Zdjęcia kręcono w Pradze.

## Obsada
- Jeremy Irons – Mr. Kafka
- Theresa Russell – Gabriela
- Joel Grey – Mr. Burgel
- Ian Holm – Doctor Murnau
- Jeroen Krabbé – Mr. Bizzlebek
- Armin Mueller-Stahl – inspektor Grubach